# Kristýna Kyněrová
Kristýna Kyněrová (* 3. února 1979 Znojmo) je bývalá česká plavkyně, specialistka na dlouhé kraulařské tratě. Připravovala se v klubu TJ Znojmo pod vedením svého otce, plaveckého reprezentanta a trenéra Jiřího Kyněry. V roce 1994 byla vyhlášena nejlepší českou juniorkou. Na mistrovství Evropy v plavání v krátkém bazénu 1996 v Rostocku získala zlatou medaili v závodě na 400 metrů volným způsobem. Startovala na letních olympijských hrách 1996, kde obsadila 18. místo v závodě na 200 m v. zp. a 34. místo na 100 m v. zp., jako členka štafety byla patnáctá na 4×200 m volný způsob a dvacátá na 4×100 m polohový závod. Na mistrovství Evropy v plavání 1997 obsadila čtvrté místo v závodě na 800 metrů. Na letních olympijských hrách 2004 startovala v závodě na 400 m a skončila na 30. místě. Její osobní rekordy byly 2:00,82 na 200 m, 4:15,44 na 400 m a 8:43,62 na 800 m. Kariéru ukončila v roce 2005.